# Melissa Elias
Melissa Elias (12 de marzo de 1978) es una actriz canadiense. Apareció en la serie de televisión Falcon Beach en la Global Television Network y ABC Family. Apareció en la película de 2005 Tamara. También apareció en Gen RX distribuida por Tricoast Worldwide, ganando la Competición de Cine de California de 2014 en los Premios de Cine de California. Nació en Winnipeg, Manitoba.